# Salmo dentex
 Salmo dentex  ist eine Fischart aus der Familie der Lachsfische (Salmonidae), die auf dem Balkan von der Krka bis zur Vjosa und möglicherweise im griechischen Alfios vorkommt.

## Merkmale
Salmo dentex erreicht meist eine Länge von 20 bis 25 Zentimetern, im Hutovo Blato Feuchtgebiet wurden Tiere mit fast 60 Zentimeter Länge und über zwei Kilogramm Gewicht gefunden. Der Körper ist langgestreckt und seitlich abgeflacht. Der Kopf ist spitz mit enger Schnauze. Der Rücken ist silbrig, zum Bauch hin verblasst die Färbung bis zum weißen Bauch. Kleine schwarze Flecken liegen auf Kopf und Körper vor allem im oberen Bereich, während dunkelrote Punkte mit hellem Rand von verschiedener Größe über die gesamte Flanke verteilt sind. Das Seitenlinienorgan verläuft durch 115 bis 122 Schuppen. Die Flossen sind grau und werden zur Paarungszeit orange. Die Rückenflosse hat vier Hart- und neun bis zehn Weichstrahlen, die Afterflosse vier Hart- und sieben oder acht Weichstrahlen. Die Brustflossen weisen neben zwei Hart-, acht Weichstrahlen auf, die Bauchflossen neben einem Hartstrahl 11 bis 13 Weichstrahlen. Die Schwanzflosse hat 19 Strahlen, die Fettflosse einen. Die Kiemenreuse weist rechts 11 bis 13, links 12 bis 14 Dornen auf.

## Lebensweise
Salmo dentex besiedelt große Flüsse und Seen, wobei zwei verschiedene Morphen vorkommen („Bachforellen“ und „Seeforellen“). Manche Populationen überwintern in tiefen Seen und ziehen im Sommer in die Flüsse ein. Die Laichzeit liegt wahrscheinlich zwischen November und Januar. Die Eier werden auf kiesigem Grund abgelegt.